# Liga Premier de Camboya
La Liga Premier de Camboya anteriormente llamada Liga C de Camboya, es la máxima categoría del fútbol en Camboya, se disputa desde 1982 y es organizada por la Federación de Fútbol de Camboya.
Los 2 equipos más populares son el Phnom Penh Crown FC y el Nagaworld FC.

## Competición
Es una liga que da premios en efectivo a los mejores equipos en cada temporada. El campeonato lo disputan 10 equipos bajo un formato de 2 fases:
- Primera Fase: Los equipos se enfrentan todos contra todos a dos vueltas, los mejores 4 avanzan a la siguiente ronda y los peores 2 descienden a la segunda división.
- Segunda Fase: Los 4 mejores equipos de la primera ronda se cruzan en duelos de muerte súbita, donde los ganadores juegan la final de donde sale el campeón.

## Equipos temporada 2023-24

Camboya.

| Club                           | Ciudad       | Estadio                       |
| ------------------------------ | ------------ | ----------------------------- |
| Angkor Tiger FC                | Siem Reap    | Hanuman Stadium               |
| Boeung Ket FC                  | Phnom Penh   | Olympic Stadium               |
| ISI Dangkor Senchey FC         | Phnom Penh   | AIA Stadium KMH PARK          |
| Kirivong Sok Sen Chey FC       | Takéo        | Kirivong Sok Sen Chey Stadium |
| Nagaworld FC                   | Kampong Speu | Kampong Speu Stadium          |
| Phnom Penh Crown FC            | Phnom Penh   | RSN Stadium                   |
| Preah Khan Reach Svay Rieng FC | Svay Rieng   | Svay Rieng Stadium            |
| Prey Veng FC                   | Prey Veng    | Prey Veng Stadium             |
| Tiffy Army FC                  | Phnom Penh   | RCAF Old Stadium              |
| Visakha FC                     | Phnom Penh   | Prince Stadium                |

## Palmarés
| Season  | Campeón                             | Subcampeón                     |
| ------- | ----------------------------------- | ------------------------------ |
| 1982    | Ministry of Commerce FC             |                                |
| 1983    | Ministry of Commerce FC             |                                |
| 1984    | Ministry of Commerce FC             |                                |
| 1985    | National Defense Ministry FC        |                                |
| 1986    | National Defense Ministry FC        |                                |
| 1987    | Ministry of Health FC               |                                |
| 1988    | Kampong Cham Province FC            |                                |
| 1989    | Ministry of Transports              |                                |
| 1990    | Ministry of Transports              |                                |
| 1991    | Municipal Constructions             |                                |
| 1992    | Municipal Constructions             |                                |
| 1993    | National Defense Ministry FC        |                                |
| 1994    | Civil Aviation                      |                                |
| 1995    | Civil Aviation                      |                                |
| 1996    | Body Guards Club                    |                                |
| 1997    | Body Guards Club                    |                                |
| 1998    | Royal Dolphins                      |                                |
| 1999    | Royal Dolphins                      |                                |
| 2000    | National Police FC (Nokorbal Cheat) |                                |
| 2001    | Campeonato no disputado             | Campeonato no disputado        |
| 2002    | Samart United                       |                                |
| 2003    | Campeonato no disputado             | Campeonato no disputado        |
| 2004    | Campeonato no disputado             | Campeonato no disputado        |
| 2005    | Khemara Keila FC                    | Hello United                   |
| 2006    | Khemara Keila FC                    | Phnom Penh United              |
| 2007    | Nagacorp FC                         | Khemara Keila FC               |
| 2008    | Phnom Penh Crown FC                 | National Defense Ministry FC   |
| 2009    | Nagacorp FC                         | Khemara Keila FC               |
| 2010    | Phnom Penh Crown FC                 | Preah Khan Reach Svay Rieng FC |
| 2011    | Phnom Penh Crown FC                 | Nagacorp FC                    |
| 2012    | Boeung Ket Angkor                   | Nagacorp FC                    |
| 2013    | Preah Khan Reach Svay Rieng FC      | Boeung Ket Angkor              |
| 2014    | Phnom Penh Crown FC                 | Boeung Ket Angkor              |
| 2015    | Phnom Penh Crown FC                 | Nagaworld FC                   |
| 2016    | Boeung Ket Angkor                   | National Defense Ministry FC   |
| 2017    | Boeung Ket Angkor                   | National Defense Ministry FC   |
| 2018    | Nagaworld FC                        | Boeung Ket Angkor              |
| 2019    | Preah Khan Reach Svay Rieng FC      | Visakha FC                     |
| 2020    | Boeung Ket Angkor                   | Preah Khan Reach Svay Rieng FC |
| 2021    | Phnom Penh Crown FC                 | Preah Khan Reach Svay Rieng FC |
| 2022    | Phnom Penh Crown FC                 | Visakha FC                     |
| 2023-24 | Preah Khan Reach Svay Rieng FC      | Phnom Penh Crown FC            |
| 2024-25 | Preah Khan Reach Svay Rieng FC      | Phnom Penh Crown FC            |

## Títulos por club
| Club                                  | Campeón | Años campeón                                   |
| ------------------------------------- | ------- | ---------------------------------------------- |
| Phnom Penh Crown FC (Samart United)   | 8       | 2002, 2008, 2010, 2011, 2014, 2015, 2021, 2022 |
| Boeung Ket Angkor FC                  | 4       | 2012, 2016, 2017, 2020                         |
| Preah Khan Reach Svay Rieng FC        | 4       | 2013, 2019, 2024, 2025                         |
| Ministry of Commerce FC               | 3       | 1982, 1983, 1984                               |
| National Defense Ministry FC          | 3       | 1985, 1986, 1993                               |
| Nagaworld FC (Nagacorp FC)            | 3       | 2007, 2009, 2018                               |
| Ministry of Transports                | 2       | 1989, 1990                                     |
| Department of Municipal Constructions | 2       | 1991, 1992                                     |
| Civil Aviation                        | 2       | 1994, 1995                                     |
| Body Guards Clubs                     | 2       | 1996, 1997                                     |
| Royal Dolphins                        | 2       | 1998, 1999                                     |
| Khemara Keila FC                      | 2       | 2005, 2006                                     |
| Kampong Cham Province                 | 1       | 1988                                           |
| National Police FC                    | 1       | 2000                                           |

## Últimos Goleadores
| Temporada | Nacionalidad       | Nombre                     | Club                           | Goles |
| --------- | ------------------ | -------------------------- | ------------------------------ | ----- |
| 2008      | Bandera de Camboya | Khim Borey                 | National Defense Ministry FC   | 18    |
| 2009      | Bandera de Nigeria | Justine Uche Prince        | Phnom Penh Crown FC            | 21    |
| 2010      | Bandera de Nigeria | Julius Ononiwu             | Kirivong Sok Sen Chey          | 25    |
| 2011      | Bandera de Nigeria | Julius Oiboh               | Nagacorp FC                    | 28    |
| 2012      | Bandera de Nigeria | Nwakuna Friday             | Boeung Ket Angkor FC           | 20    |
| 2013      | Bandera de Camboya | Khoun Laboravy             | Svay Rieng FC                  | 20    |
| 2014      | Bandera de Nigeria | Dzarma Bata                | Svay Rieng FC                  | 23    |
| 2015      | Bandera de Camboya | Chan Vathanaka             | Boeung Ket Angkor FC           | 37    |
| 2016      | Bandera de Camboya | Chan Vathanaka             | Boeung Ket Angkor FC           | 22    |
| 2017      | Bandera de Brasil  | Maycon Calijuri            | Boeung Ket Angkor FC           | 21    |
| 2018      | Bandera de Nigeria | George Bisan               | Nagaworld FC                   | 28    |
| 2019      | Bandera de Camerún | Privat Mbarga              | Svay Rieng FC                  | 25    |
| 2020      | Bandera de Camerún | Privat Mbarga              | Preah Khan Reach Svay Rieng FC | 16    |
| 2021      | Bandera de Brasil  | Marques Marcio de Oliveira | Nagaworld FC                   | 22    |
| 2022      | Bandera de Canadá  | Marcus Haber               | Preah Khan Reach Svay Rieng FC | 25    |
| 2023-24   | Bandera de Canadá  | Marcus Haber               | Preah Khan Reach Svay Rieng FC | 31    |